# Simon Terry
Simon Duncan Terry (Stirling, 27 maart 1974) is een Brits boogschutter.
Terry is vrachtwagenchauffeur van beroep. Hij begon met boogschieten toen hij negen jaar was, hij schiet met een recurveboog. Hij werd lid van het Brits nationaal team en deed mee aan de Olympische Spelen in Barcelona (1992). Hij won daar zowel met het team als individueel een bronzen medaille. Na de Spelen stopte hij met internationale wedstrijden.
In 2004 pakte Terry het boogschieten weer op, en hij werd opnieuw lid van het nationaal team. Bij de World Cupwedstrijden won hij met teamgenoten Larry Godfrey en Alan Wills in 2006 een bronzen en een zilveren medaille en in 2007 een bronzen en een gouden medaille. Zijn hoogste notering (zesde) op de FITA-wereldranglijst behaalde hij in juli 2008.
Terry schoot zich bij de Olympische Spelen in Peking (2008) naar de zevende plaats bij de rangronde, met 670 punten. In de eerste ronde werd hij echter uitgeschakeld door de Fin Matti Hatava. Ook het Brits herenteam viel bij deze Spelen buiten de prijzen. Terry deed eveneens mee aan de Olympische Spelen van 2012 in Londen.

## Resultaten
| 1992 Olympische Spelen (team) Olympische Spelen (individueel) 2006 6e Europese Grand Prix World Cup, stage 2 (team) World Cup, stage 3 (team) | 2007 WK outdoor (team) 4e WK outdoor (individueel) World Cup, stage 2 (team) World Cup, stage 4 (team) |